# 청평면
청평면(淸平面)은 대한민국 경기도 가평군의 면이다.

## 개요
청평면은 서울에서 약 50 km 떨어져 있으며, 북한강 유역에 위치해 청평호, 화야산, 호명산, 대성호 등 천혜의 관광자원을 보유하고 있다. 경춘선 복선 전철이 지나가 수도권 전철이 운행된다.
이 지역은 가평읍과 더불어 강원도 영서 지방의 언어인 영서 방언을 사용하는 지역이다. 다만, 삼회리는 양평군에 속해 있어서 양평 방언을 사용한다.

## 연혁
- 조선 시대: 가평군 서면(西面)
- 1879년 : 가평군 외서면(外西面)
- 1942년 : 남면 폐지로 호명리, 고성리 편입
- 1963년 1월 1일 : 입석리, 내방리, 외방리를 양주군으로 이관(→ 현 남양주시 수동면)
- 1973년 7월 1일 : 양평군 서종면 삼회리를 편입[3]
- 2004년 12월 1일 : 면의 이름을 청평면으로 변경[4][5]

## 행정 구역
- 고성리(高城里)
- 대성리(大成里)
- 삼회리(三會里)
- 상천리(上泉里)
- 청평리(淸平里): 면사무소 소재지
- 하천리(下泉里)
- 호명리(虎鳴里)

## 관광지
- 청평호반
- 호명호수
- 대성리 MT촌
- 쁘띠프랑스
- 청평스포랜드

## 특산물
- 참두릅

## 같이 보기
- 대한민국의 지리